# Tazewell (Wirginia)
Tazewell – miasto w Stanach Zjednoczonych, w stanie Wirginia, siedziba administracyjna hrabstwa Tazewell.